# Малыхин, Анатолий Николаевич
Анатолий Николаевич Малыхин (24 апреля 1938 — 25 апреля 1994) — украинский советский деятель, председатель исполнительного комитета Одесского городского совета народных депутатов. Депутат Верховного Совета УССР 10-го созыва.

## Биография
Образование высшее. Окончил Харьковский политехнический институт.
После окончания института работал инженером-энергетиком, главным инженером Одесского кабельного завода «Одесскабель») города Одессы.
Член КПСС.
До 1977 года — директор Одесского кабельного завода «Одесскабель»).
В июне 1977 — 18 марта 1983 года — председатель исполнительного комитета Одесского городского совета народных депутатов.
С 1989 года работал заведующим научно-исследовательской лаборатории завода «Одесскабель».

## Награды
- ордена
- медали